# Сарсапарилла (напиток)
Сарсапари́лла (англ. Sarsaparilla) — безалкогольный напиток, первоначально изготавливаемый из лозы Smilax ornata (также называемой «сарсапарилла») или других видов смилакса, таких как Smilax officinalis. В большинстве стран Юго-Восточной Азии он известен под названием сарси, а также под торговыми марками Sarsi и Sarsae. По вкусу он похож на корневое пиво. В США сарсапарилла традиционно изготавливается с использованием березового масла, а не тропического растения.

## История

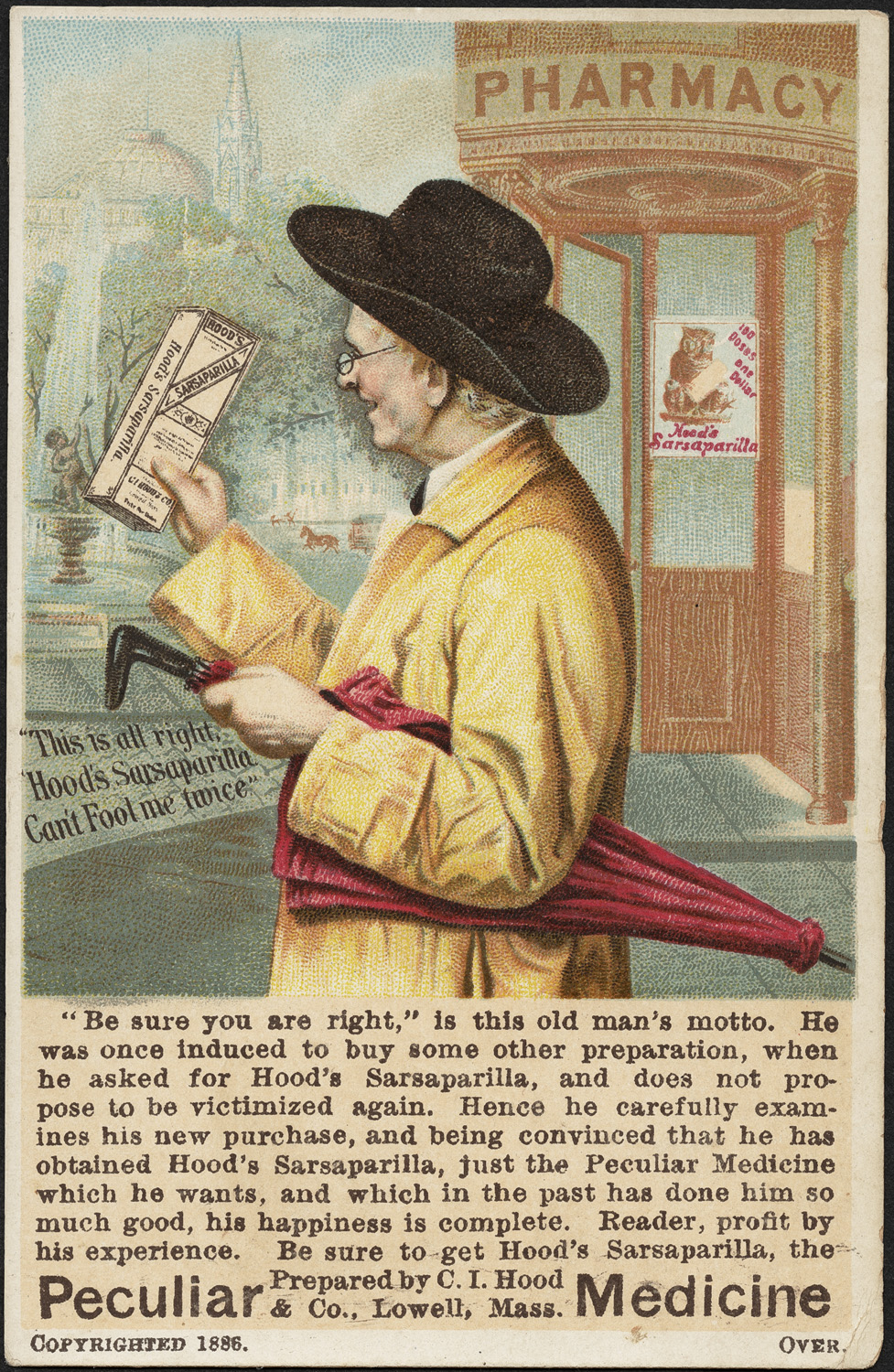
Торговая карточка аптеки, 1886 год

Сарсапарилла была популярна в США в XIX веке. Согласно рекламе патентованных лекарств того периода, она считалась средством от проблем с кожей и кровью. В «Оксфордском справочнике американской еды и напитков» отмечается, что она вызывает образы «томных красавиц и иссохших ковбоев».
Иногда сарсапариллу считают разновидностью корневого пива. Десятки марок сарсапариллы производятся микропивоварнями, в основном в США.
На сегодняшний день сарсапарилла не является легкодоступной в большинстве стран, хотя многие пабы и большинство крупных сетей супермаркетов на Филиппинах, Тайване, в Сингапуре и Австралии продают безалкогольные напитки со вкусом сарсапариллы, а в Великобритании сарсапарилла остается доступной как наследие «движения за умеренность», которое пропагандировало отказ от алкоголя.

## В культуре
- В компьютерной игре Fallout: New Vegas вторым по распространённости напитком после «Ядер-колы» (внутриигровой аналог кока-колы) является «Сансет сарсапарилла» (англ. Sunset Sarsaparilla)[6].
- В фильме «Назад в будущее 3» бармен предлагает Доку сарсапарильо в качестве "чего-нибудь покрепче".
- В альбоме «Мракобесие и джаз» группы «Пикник» присутствует запись «Эхо (от луча)», содержащая трижды подряд воспроизводимую наоборот фразу «Победа разума над сарсапариллой»[7], взятую, в свою очередь, из рассказа О.Генри «Джефф Питерс как персональный магнит» в пер. K.Чуковского (сборник «Благородный жулик», 1908).